# Oreta
Oreta este un gen de insecte lepidoptere din familia Drepanidae.

## Galerie

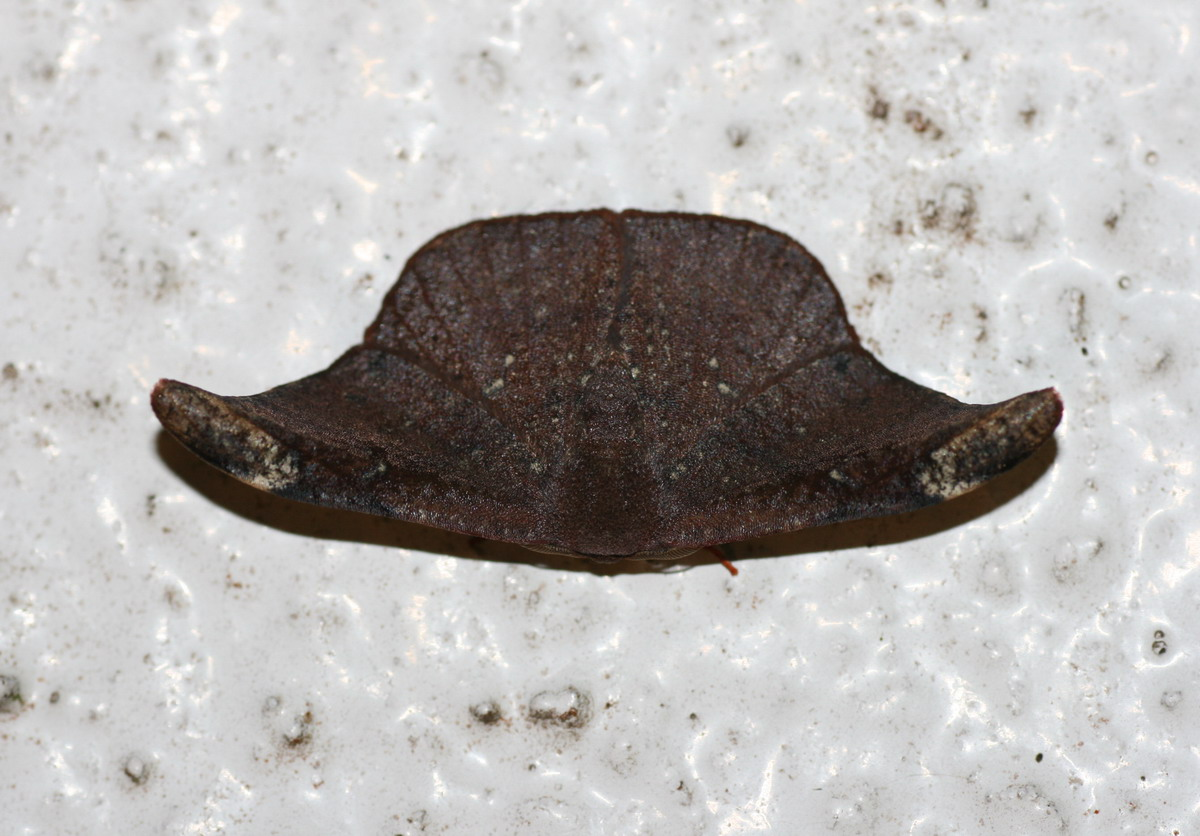

## Specii[1]
- Oreta acutior
- Oreta acutula
- Oreta adona
- Oreta aequitermen
- Oreta amblyptila
- Oreta americana
- Oreta ancora
- Oreta andrema
- Oreta angularis
- Oreta ashleyi
- Oreta asignis
- Oreta aurata
- Oreta auripes
- Oreta berenica
- Oreta bicolor
- Oreta bilineata
- Oreta bimaculata
- Oreta brunnea
- Oreta calceolaria
- Oreta calida
- Oreta cardinalis
- Oreta carnea
- Oreta castaneata
- Oreta cera
- Oreta cervina
- Oreta chosenoreta
- Oreta continua
- Oreta dalia
- Oreta dejeani
- Oreta dissimilis
- Oreta eminens
- Oreta erminea
- Oreta extensa
- Oreta figlina
- Oreta flavida
- Oreta flavobrunnea
- Oreta flavobscura
- Oreta formosana
- Oreta formosicola
- Oreta formula
- Oreta fulgens
- Oreta fulvata
- Oreta fusca
- Oreta fuscopurpurea
- Oreta griseata
- Oreta griseotincta
- Oreta hepatica
- Oreta hoenei
- Oreta horishana
- Oreta hyalina
- Oreta hypocalla
- Oreta identata
- Oreta inangulata
- Oreta inconspicua
- Oreta insignis
- Oreta irrorata
- Oreta jaspidea
- Oreta javae
- Oreta kalisi
- Oreta leucospila
- Oreta liensis
- Oreta lilacina
- Oreta loochooana
- Oreta luculenta
- Oreta marginata
- Oreta miltodes
- Oreta mollita
- Oreta nigristriata
- Oreta nigritacta
- Oreta nigrostigma
- Oreta nucicolor
- Oreta obliquilinea
- Oreta obtusa
- Oreta olivacea
- Oreta olivata
- Oreta paki
- Oreta pavaca
- Oreta perfida
- Oreta perfusa
- Oreta perobliquilinea
- Oreta pingorum
- Oreta pulchripes
- Oreta purpurea
- Oreta purpurissa
- Oreta roepkei
- Oreta rosea
- Oreta rubicunda
- Oreta rubrifumata
- Oreta rufibrunnea
- Oreta rufula
- Oreta sanguinea
- Oreta semiornata
- Oreta shania
- Oreta sinensis
- Oreta singapura
- Oreta sinuata
- Oreta speciosa
- Oreta squamulata
- Oreta sublustris
- Oreta subrosea
- Oreta subvinosa
- Oreta suffusa
- Oreta thaumalea
- Oreta thermidora
- Oreta tienia
- Oreta timutia
- Oreta trianga
- Oreta trispina
- Oreta triumbrata
- Oreta tsina
- Oreta turpis
- Oreta unichroma
- Oreta unilinea
- Oreta ustimacula
- Oreta variegata
- Oreta vatama
- Oreta violacea
- Oreta zigzaga